# Tache de Fresnel

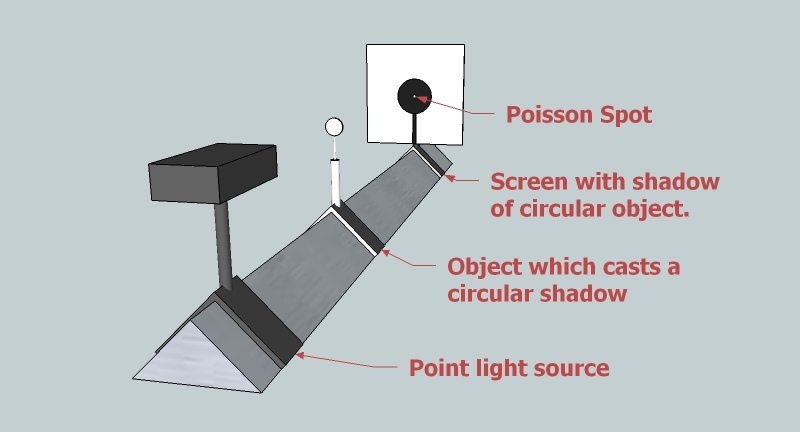
Expérience de la tache de Fresnel : une source ponctuelle éclaire un objet circulaire, dont l’ombre est projetée sur un écran. Au centre de l’ombre, il se forme par diffraction une minuscule tache lumineuse, ce qui est contraire aux hypothèses de l’optique géométrique.

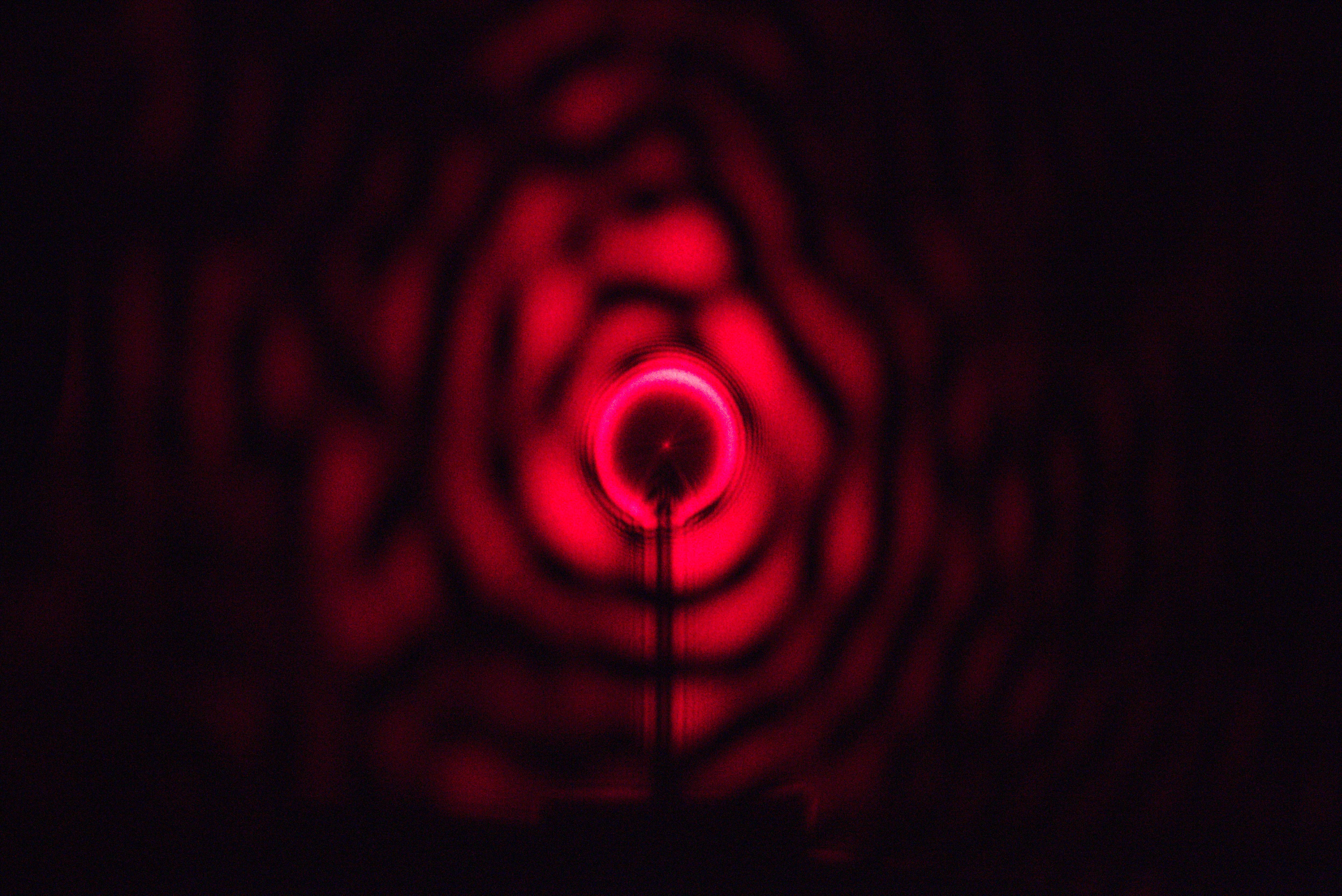
Mise en évidence de la tache de Fresnel.

En optique, on appelle tache de Fresnel le point lumineux qui se forme au centre de l’ombre portée d'un corps circulaire par diffraction de Fresnel,,,. Ce phénomène, qu'il ne faut pas confondre avec la tache d'Airy (tache claire créée par un diaphragme circulaire translucide), a joué un rôle essentiel dans le triomphe de la théorie ondulatoire de la lumière au XIXe siècle.
Le montage expérimental le plus simple consiste à mettre en œuvre une source ponctuelle, comme un rai de lumière piégé par un diaphragme opaque, ou un laser. La distance source-écran doit être compatible avec les hypothèses de la diffraction de Fresnel (champ proche), résumées par le nombre de Fresnel :
{\displaystyle F={\frac {d^{2}}{\ell \lambda }}\gtrsim 1}
où
d est le diamètre du corps circulaire opaque
ℓ est la distance entre le corps et l'écran
λ est la longueur d'onde (couleur) de la source
Enfin, les bords de l’obstacle circulaire opaque doivent être suffisamment nets.
Ces conditions restrictives suffisent à expliquer que cette tache brillante ne se manifeste presque jamais dans les ombres portées ; mais grâce aux sources laser disponibles de nos jours, l'expérience de la tache de Fresnel est facile à réaliser.

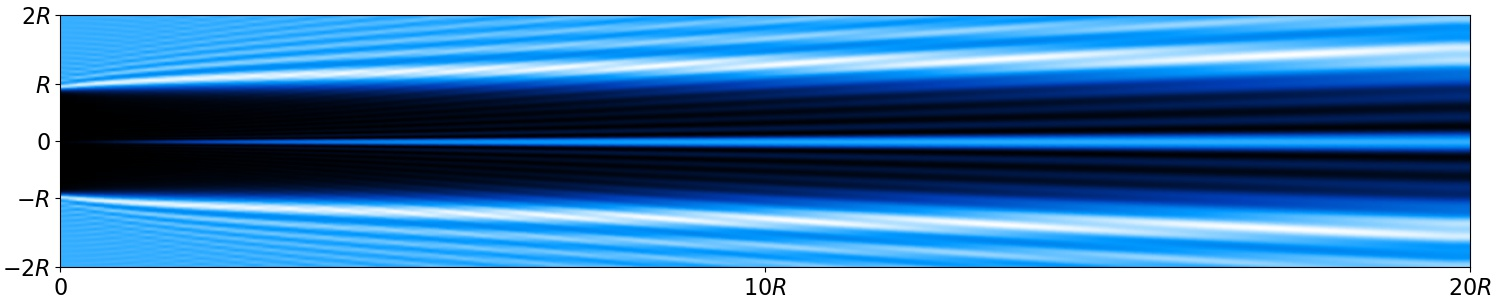
Simulation numérique de l'évolution de l'intensité lumineuse derrière un disque opaque de rayon R. Plus l'intensité lumineuse est importante, plus la couleur est bleu clair, plus blanc. Données numériques : lumière monochromatique de longueur d'onde λ = 0.5 µm (lumière visible) et R = λ*10 = 5 µm.

En astronomie, on peut voir une tache de Fresnel se former dans l’image très floue d’une étoile que donne un télescope de Newton dé-focalisé : pour l’occasion, l’étoile constitue une source ponctuelle à l'infini idéale, et le miroir secondaire du télescope constitue l’obstacle circulaire.
Le principe de Huygens énonce que lorsque la lumière éclaire l’obstacle circulaire, chaque point du plan d'incidence se comporte à son tour comme une source lumineuse ponctuelle. Tous les rayons de lumière issus des points de la circonférence de l’obstacle se concentrent au centre de l’ombre et décrivent le même chemin optique ; de sorte que les rayons frôlant l’objet atteignent l’écran en phase et interfèrent. Il en résulte une tache lumineuse au centre de l’ombre, que ni l’optique géométrique, ni la Théorie corpusculaire de la lumière ne peuvent expliquer.

## Histoire
Au début du XIXe siècle, l’idée selon laquelle la lumière ne se propage pas simplement en ligne droite commença à attirer quelques adeptes. Thomas Young venait de publier son expérience des Fentes de Young en 1807. L’expérience originale de la tache de Fresnel survint dix ans plus tard, et trancha de façon décisive en faveur de la nature ondulatoire de la lumière : c'est l'exemple même d'un experimentum crucis.
À l’époque, une majorité de savants adhérait à la théorie corpusculaire de la lumière de Descartes et Newton, notamment le théoricien Siméon Denis Poisson. En 1818 l'Académie des Sciences mit au concours la question des propriétés paradoxales de la lumière. Un jeune ingénieur des Ponts et Chaussées, Augustin Fresnel, prit part au concours et soumit un mémoire fondé sur la théorie ondulatoire de la lumière. L’un des membres du jury était Poisson.
Poisson étudia la théorie de Fresnel en détail et, en tant que partisan de la théorie corpusculaire de la lumière, chercha un moyen d'en démontrer la fausseté. Poisson crut la trouver dans une conséquence de la théorie de Fresnel selon laquelle une tache claire devait se former au centre de l'ombre portée par un corps opaque exactement circulaire, alors que selon la théorie corpusculaire de la lumière, cette ombre devait être uniforme sur tout un disque. Trompé par l'absence de taches de Fresnel dans les ombres de la vie quotidienne, Poisson pensait avoir établi l'absurdité des hypothèses de la théorie de Fresnel.
Mais le président de la commission, François Arago (futur Premier Ministre), décida de reprendre l'expérience plus en détail. Il fit monter un disque métallique de 2 mm sur une plaque de verre avec de la cire et parvint à reproduire la tache de diffraction, ce qui acheva de convaincre la plupart des savants de la nature ondulatoire de la lumière ; ils attribuèrent le prix à Fresnel au mois de novembre, 1819.
Arago signala par la suite que ce phénomène avait déjà été observé par Delisle et Maraldi un siècle plus tôt. 
Isaac Newton rapporte dans son livre Opticks (publié en 1704) plusieurs expériences avec un disque opaque circulaire, mais il ne fait jamais mention d'un point lumineux au centre de l'ombre. En effet, avec une longueur d'onde de 500 nm (lumière naturelle) et une pièce de rayon R = 1 cm, il est presque impossible de voir le point lumineux de Fresnel sur un écran placé à 5 mètres si on ne le cherche pas ; le rayon du point lumineux n'est que de 0,1 mm. Il faudra attendre encore plus de trois-quarts de siècle avant qu'on mette en évidence le caractère mixte (dualité onde-corpuscule) de la lumière, grâce à l'un des articles d'Einstein de 1905.

## Théorie

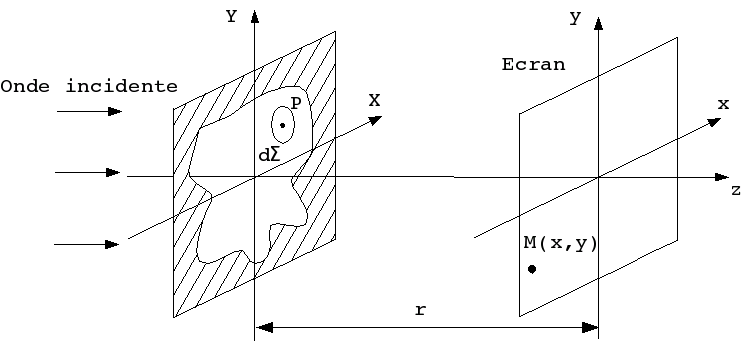
Notations pour la diffraction.

### Rappel du principe de Huygens
La théorie ondulatoire de Fresnel repose sur le « principe de Huygens-Fresnel », qui énonce que
1. tout point d'un front d’onde se comporte comme une source secondaire d’ondelettes sphériques,
2. et que l'amplitude de l'éclairement E en un point de l’écran est donnée par la superposition de toutes ces ondelettes secondaires, en tenant compte de leur déphasage mutuel[14].

Cela signifie que l’éclairement en un point P1(r1) de l’écran est exprimé par l’intégrale double :
{\displaystyle E(P_{1})={\frac {Ae^{\mathbf {i} kr_{0}}}{r_{0}}}\int \int _{S}{\frac {e^{\mathbf {i} kr_{1}}}{r_{1}}}\cdot t(\chi )\cdot dS,}
où le facteur d’incidence {\displaystyle t(\chi )} exprime que l’on considère uniquement la contribution incidente des ondelettes secondaires.
{\displaystyle t(\chi )={\frac {\mathbf {i} }{2\lambda }}(1+\cos(\chi ))}
et où
A est l’amplitude de l'onde source
{\displaystyle k={\frac {2\pi }{\lambda }}} est le nombre d'onde
S est l’aire non-masquée.
Le premier terme en dehors du signe intégrale représente les oscillations de l’onde incidente source à la distance r0. De même, le terme sous le signe intégrale représente les oscillations des ondelettes secondaires à la distance r1.
Pour que cette intégrale exprime l'intensité au-delà de l'obstacle circulaire, il faut supposer que les paramètres expérimentaux satisfont aux hypothèses de la diffraction en champ proche (c’est-à-dire que la taille de l’obstacle circulaire obstacle soit grande devant la longueur d'onde et petite devant les distances g=P0C et b=CP1). En passant en coordonnées polaires, l’intégrale pour un objet circulaire de rayon a devient :
{\displaystyle E(P_{1})=-{\frac {\mathbf {i} }{\lambda }}{\frac {Ae^{\mathbf {i} k(g+b)}}{gb}}2\pi \int _{a}^{\infty }e^{\mathbf {i} k{\frac {1}{2}}\left({\frac {1}{g}}+{\frac {1}{b}}\right)r^{2}}r\,dr.}
Cette intégrale peut être calculée numériquement (cf. infra).
Si g est grand et si b est suffisamment petit, l’angle {\displaystyle \chi } ne peut être négligé et l’intégrale pour un point situé sur l’axe optique (P1 est au centre de l’ombre) s’écrit :
{\displaystyle E(P_{1})={\frac {Ae^{\mathbf {i} kg}}{g}}{\frac {b}{\sqrt {b^{2}+a^{2}}}}e^{\mathbf {i} k{\sqrt {b^{2}+a^{2}}}}.}
L’intensité de la source, qui est le carré de l’amplitude de l’éclairement, est {\displaystyle I_{0}=\left|{\frac {Ae^{\mathbf {i} kg}}{g}}\right|^{2}}
et l’intensité sur l’écran {\displaystyle I=\left|U(P_{1})\right|^{2}}.
L’intensité axiale dépend donc de la distance b selon :
{\displaystyle I={\frac {b^{2}}{b^{2}+a^{2}}}I_{0}.}
Cela montre que l'intensité axiale au centre de l'ombre tend à rejoindre l'intensité de la source, comme si l'obstacle circulaire n'existait pas. En outre, cela montre que la tache de Fresnel se forme à seulement quelques diamètres au-delà du disque opaque.

### Calcul de l'image de diffraction
Pour calculer la totalité de la figure de diffraction visible à l’écran, il faut considérer l’intégrale de surface de la section précédente. Il n’est plus possible d’exploiter la symétrie de révolution, puisque la ligne tirée entre la source et un point donné de l’écran ne passe plus a priori par le centre de l’objet circulaire. En introduisant une « fonction d'ouverture » {\displaystyle t(r,\theta )} valant 1 pour les zones translucides du diaphragme et 0 pour les zones opaques, l’intégrale qu'il faut calculer est :
{\displaystyle E(P_{1})\propto \int _{0}^{2\pi }\int _{0}^{\infty }t(r,\theta )e^{{\frac {\mathbf {i} \pi \rho ^{2}}{\lambda }}\left({\frac {1}{g}}+{\frac {1}{b}}\right)}\rho \,d\rho \,d\theta .}
Ni la méthode des trapèzes, ni la méthode de Simpson ne permettent de calculer cette intégrale de façon satisfaisante : elles deviennent instables lorsque le nombre de Fresnel augmente ; toutefois, il est possible de résoudre la composante radiale de l’intégrale de sorte qu’il n'y ait plus qu’à s'occuper de l’intégration sur l’angle d’azimut. Pour un angle donné, il faut calculer l'intégrale curviligne pour le rayon issu du point d'intersection point de la ligne P0P1 sur le plan de l’obstacle circulaire opaque. La contribution d'un rayon donné, d’azimut {\displaystyle \theta _{1}} traversant une partie translucide du plan de l'objet plan entre {\displaystyle r=r_{1}} et {\displaystyle r=r_{2}} est :
{\displaystyle R(\theta _{1})\propto e^{\pi \mathbf {i} r_{1}^{2}/2}-e^{\pi \mathbf {i} r_{2}^{2}/2}.}
Il faut ainsi sommer les contributions de chaque angle en déterminant le point d'intersection (s) de chaque rayon avec l’obstacle circulaire opaque {\displaystyle I(\theta _{1})}, pour un certain nombre d'angles entre 0 et {\displaystyle 2\pi }. On obtiendra ainsi par point l'image suivante :
L’image ci-dessus montre une simulation numérique de la tache de Fresnel dans l’ombre d'un disque (diaphragme) de diamètre 2 mm, à 1 m de distance du disque. La source lumineuse est un laser hélium-néon qui émet dans le rouge (λ = 633 nm) et est située à 1 m de l’obstacle circulaire opaque. La largeur réelle de cette figure de diffraction est de 16 mm.

## Aspects expérimentaux

### Intensité et taille
Avec une source ponctuelle idéale, l'intensité de la tache de Fresnel rejoint celle du front d'onde incident. Seule l'étendue de la tache de Fresnel dépend des distances entre la source, le corps circulaire opaque et l'écran, ainsi que de la longueur d'onde (la couleur) de la source et du diamètre du corps circulaire. Cela signifie qu'on peut compenser un changement de couleur de la source en augmentant la distance l entre le corps circulaire opaque et l'écran ou en diminuant le diamètre du corps opaque.
Au voisinage de l’axe optique, la distribution radiale d'intensité sur l'écran produite par la diffraction d'une source lumineuse plane (source ponctuelle à l'infini) est donnée par le carré de la Fonction de Bessel de première espèce, d'ordre zéro :
{\displaystyle U(P_{1},r)\propto J_{0}^{2}\left({\frac {\pi rd}{\lambda b}}\right)}
où
r est la distance à l’axe optique du point P1 de l'écran
d est le diamètre du diaphragme circulaire
λ est la longueur d'onde
b est la distance séparant le diaphragme circulaire de l’écran.

### Étendue spatiale de la source et cohérence
La difficulté qu'il y a à observer une tache de Fresnel dans les ombres portées par des disques opaques avec la lumière du soleil ou les ampoules électriques vient de ce que la source lumineuse est loin d'être ponctuelle. Or si la source lumineuse a une étendue non nulle S, l’étendue de la tache de Fresnel est donnée par S×b/g, ce qui fait que le diaphragme circulaire agit comme une lentille : l’intensité de la tache de Fresnel s'en trouve diminuée proportionnellement à l'intensité du front d'onde incident.

### Défaut de circularité
Si le contour du corps opaque s'écarte même légèrement du cercle (malgré un contour bien net), la forme de la tache de Fresnel s'en trouve affectée. En particulier, si ce corps a une section elliptique, la tache de Fresnel prend la forme d'une développée de cercle. Cela n'est toutefois vraiment perceptible qu'avec une source quasi-ponctuelle ; avec une source étendue, la tache de Fresnel reste globulaire, et l'on peut l’interpréter comme une fonction d'étalement du point. Ainsi, c'est uniquement par étalement de la tache que l’image de la source étendue devient floue ; son intensité d'ensemble n'est pas affectée.

### Effet de la rugosité de l'écran
La tache de Fresnel est très sensible aux défauts de régularité des contours de l’obstacle circulaire opaque : même les micro-rugosités à la périphérie de l'obstacle peuvent entraîner sa disparition.
La meilleure façon d’expliquer ce phénomène est de recourir à l’Ellipsoïde de Fresnel. L’obstacle circulaire opaque intercepte un certain nombre de zones de Fresnel. La zone de Fresnel issue de la circonférence exacte de l'obstacle (des rides ou creux de la surface) contribue seule à former la tache de Fresnel ; toutes les autres zones de Fresnel interfèrent et annulent presque entièrement leurs contributions. Une rugosité aléatoire (ou irrégulière) du bord de l’obstacle circulaire opaque, d'une amplitude de même ordre que la largeur de la zone de Fresnel adjacente fait donc baisser l’intensité de la tache de Fresnel. Les contributions des crêtes du bord (dues aux micro-rugosités), en débord de la circonférence d'une longueur voisine de celle de la zone de Fresnel adjacente, interfèrent avec les contributions du reste de la circonférence.
La zone de Fresnel adjacente est donnée approximativement par :
{\displaystyle \Delta r\approx {\sqrt {r^{2}+\lambda {\frac {gb}{g+b}}}}-r.}
En pratique, pour obtenir une figure de diffraction suffisamment nette, il faut faire en sorte que les micro-rugosités du bord n'excèdent pas 10 % de la largeur des zones de Fresnel.

## Tache de Fresnel et ondes de matière
En 2009, une tache de Fresnel a pu être produite avec un jet supersonique de molécules de deutérium (qui sont des ondes de matière électriquement neutres). On sait par la mécanique quantique que les particules matérielles peuvent se comporter comme des ondes. La nature ondulatoire des particules remonte aux théories de hypothèse de de Broglie et à l'expérience de Davisson et Germer. On peut observer des taches de diffraction d'électrons, qui sont un type d'ondes de matière, en microscopie à transmission électronique lorsque l'on examine des structures circulaires d'une certaine taille.
Les taches de Fresnel se formant avec de grandes molécules constituent un sujet de recherche toujours actuel.

## Autres applications
Outre la mise en évidence du caractère ondulatoire de la lumière, les taches de Fresnel ont quelques autres applications. On peut s'en servir pour tester l'alignement parfait de deux points (cf. Feier et al.) ; on peut également tester l'aberration des rayons laser en exploitant la sensibilité du phénomène aux aberrations.
Le phénomène est à la base du fonctionnement de l'aragoscope, télescope diffractant nommé d'après François Arago. Le phénomène est exploité pour constituer un télescope dans la mesure où la tache de Fresnel est l'image de la source.